# Восточный округ (Фиджи)
Восточный округ (англ. Eastern Division) — один из четырёх округов Фиджи. Состоит из трёх провинций: Кандаву, Лау и Ломаивичи.
Административный центр — Левука, который расположен на острове Овалау.
Острова, входящие в состав округа:
- Овалау
- Кандаву
- Нгау
- Коро
- Наираи
- Моала
- Матуку
- Вату-Вара
- Наитаба
- Манго
- Чичия
- Тувука
- Лакемба
- Вануа-Вату
- Онеата
- Вуакава
- Камбара
- Фулага